# Neptunusfontein (München)
De Neptunusfontein is een fontein in de Beierse stad München. De Fontein is gelegen nabij de Oude Botanische Tuin van München en stamt uit 1937. De Neptunusfiguur is gebaseerd op het beeldhouwwerk David van Michelangelo uit Florence. Neptunus staat op rotsblokken, naast hem is een liggend paard te zien en aan de beide zeiden een Triton. Een van deze tritonnen heeft een vaas in zijn hand, deze vaas dient als spuwer. De andere triton is zelf een spuwer.
De beeldhouwer van de Neptunusfontein in München is Joseph Wackerle. Het bassin werd gemaakt door Oswald Bieber. Het bassin onder de fontein is 30 meter lang en 15 meter breed.

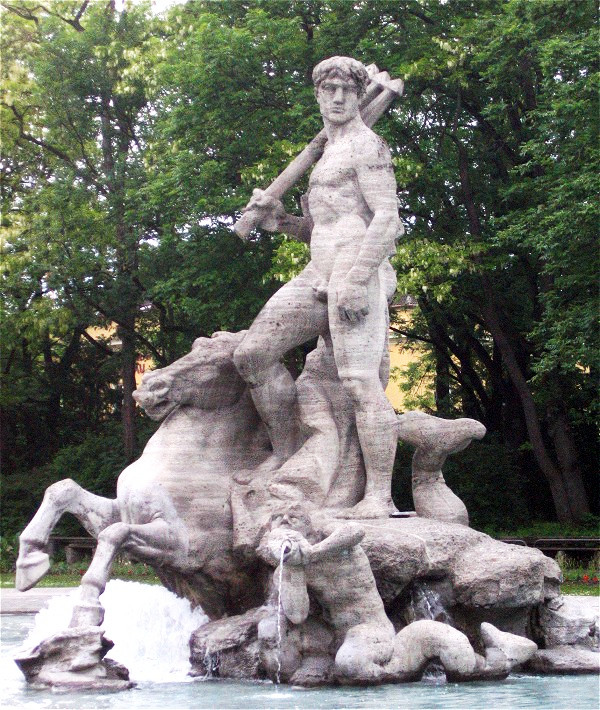
Neptunus vanaf de zijkant